# Ginástica artística nos Jogos Olímpicos de Verão de 2008 - Barras assimétricas
A final feminina das barras assimétricas da ginástica artística nos Jogos Olímpicos de Verão de 2008 foi realizada no Estádio Nacional Indoor de Pequim, em 18 de agosto.

## Medalhistas
| Ouro   | CHN He Kexin      |
| Prata  | USA Nastia Liukin |
| Bronze | CHN Yang Yilin    |

## Atletas classificadas
- CHN Yang Yilin
- RUS Ksenia Semenova
- UKR Anastasia Koval
- ROU Steliana Nistor
- USA Nastia Liukin
- CHN He Kexin
- UKR Dariya Zgoba
- GBR Beth Tweddle

## Resultados
| Pos.              | Ginasta             | Nota A | Nota B | Pen.  | Total  |
| ----------------- | ------------------- | ------ | ------ | ----- | ------ |
| Medalha de ouro   | CHN He Kexin        | 7.700  | 9.025  |       | 16.725 |
| Medalha de prata  | USA Nastia Liukin   | 7.700  | 9.025  |       | 16.725 |
| Medalha de bronze | CHN Yang Yilin      | 7.700  | 8.950  |       | 16.650 |
| 4                 | GBR Beth Tweddle    | 7.800  | 8.825  |       | 16.625 |
| 5                 | UKR Anastasia Koval | 7.300  | 9.075  |       | 16.375 |
| 6                 | RUS Ksenia Semenova | 7.400  | 8.925  |       | 16.325 |
| 7                 | ROU Steliana Nistor | 7.000  | 8.575  |       | 15.575 |
| 8                 | UKR Dariya Zgoba    | 7.100  | 7.875  | 0.100 | 14.875 |

O julgamento da apresentação ocorre da seguinte forma: Seis juízes avaliam a apresentação e dão notas de 0 a 10. Ao final, a nota mais alta e a nota mais baixa são eliminadas, e a nota da atleta é a média das quatro restantes. Como He Kexin e Nastia Liukin empataram na nota final, recorreu-se aos critérios de desempate da modalidade. As notas válidas dos juízes para as atletas foram:
|               | 1   | 2   | 3   | 4   | Média |
| ------------- | --- | --- | --- | --- | ----- |
| Nastia Liukin | 9.1 | 9.0 | 9.0 | 9.0 | 9.025 |
| He Kexin      | 9.1 | 9.1 | 9.0 | 8.9 | 9.025 |

Retirando-se a menor nota de cada ginasta, temos:
|               | 1   | 2   | 3   | 4   | Média |
| ------------- | --- | --- | --- | --- | ----- |
| Nastia Liukin | 9.1 | 9.0 | 9.0 | 9.0 | 9.033 |
| He Kexin      | 9.1 | 9.1 | 9.0 | 8.9 | 9.067 |

Portanto, 0.034 de diferença nas médias (devido a um décimo a mais na soma das notas), declararam He Kexin a vencedora.